# Jan Kostrzak
Jan Józef Kostrzak (ur. 8 marca 1946 w Józefowie koło Radziejowa, zm. 29 kwietnia 2004 w Toruniu) – polski historyk mediewista, dyplomata.

## Życiorys
Syn Czesława (zm. 1962) i Reginy z domu Czupryńskiej; najstarszy z czwórki rodzeństwa. Ukończył liceum w Radziejowie. Zaczął studia w szkole oficerskiej w Kaliszu, które porzucił. Po odbyciu służby wojskowej (1964–1966) pracował w dziale organizacji i zarządzania Zakładów Włókien Sztucznych Elana w Toruniu. W 1967 zaczął zaocznie studiować historię na tamtejszym uniwersytecie. W 1972 uzyskał stopień magistra na podstawie pracy „Stanowisko Inflant wobec konfliktów zbrojnych polsko-krzyżackich w pierwszej połowie XV wieku” napisanej pod kierunkiem Mariana Biskupa.
Następnie rozpoczął pracę naukową jako asystent w toruńskiej Pracowni Historii Pomorza Wschodniego Instytutu Historii Polskiej Akademii Nauk, gdzie zgłębiał początki systemu stanowego w Inflantach pod władzą zakonu krzyżackiego. Tego też dotyczyła jego praca doktorska obroniona w Instytucie Historii PAN w Warszawie w 1982, wydana następnie w postaci książkowej. Awansował na adiunkta. W ramach stypendium badawczego wyjeżdżał do Berlina (1984–1986), Monachium (1987) i Tallinna (1989). Przygotowywał habilitację nt. ustroju Inflant na przełomie średniowiecza i nowożytności.
W 1980–1981 aktywnie zaangażował się w działalność NSZZ „Solidarność”. W 1989 znalazł się wśród założycieli toruńskiej grupy Ruchu Obywatelskiego Akcji Demokratycznej.
W 1991, zważywszy na znajomość przez Kostrzaka problematyki odrodzonych państw bałtyckich, otrzymał propozycję dołączenia do polskiej służby dyplomatycznej. W kwietniu 1992 został I sekretarzem ambasady RP w Rydze, jednocześnie organizując placówkę w Tallinnie, którą od sierpnia 1992 do stycznia 1995 kierował jako chargé d’affaires. W styczniu 1995 objął kierownictwo Konsulatu Generalnego RP w Królewcu. W tym czasie m.in. zainicjował budowę nowej siedziby placówki oraz z powodzeniem wspierał polskiego proboszcza w uzyskaniu działki pod budowę kościoła. Kadencję zakończył 31 sierpnia 1996.
W sierpniu 1996 przeniósł się do Pracowni Dziejów Europy Środkowo-Wschodniej XIX–XX w. Instytutu Historii PAN w Warszawie. Badał tam najnowszą historię państw bałtyckich. Przygotowywał książkę o losach Królewca bezpośrednio po II wojnie światowej.
Powrócił do Torunia, gdzie aktywnie uczestniczył w życiu społecznym – został pierwszym prezesem Zarządu Akcji Katolickiej Diecezji Toruńskiej (1997–1998). Bp Andrzej Suski odznaczył Jana Kostrzaka Medalem „Zasłużony dla Diecezji Toruńskiej”. Od października 1998 do 30 kwietnia 2002 był dyrektorem Urzędu Celnego w Toruniu. Od października 2002 wykładał historię średniowieczną i z najnowsze dzieje krajów bałtyckich w Wyższej Szkole Humanistyczno-Ekonomicznej we Włocławku. Pod koniec życia wszedł w skład Rady Prezydenckiej przy Prezydencie Torunia.
Jan Kostrzak zmarł w Toruniu 29 kwietnia 2004 na raka płuc. Został pochowany 4 maja na toruńskim Centralnym Cmentarzu Komunalnym.

## Wybrane publikacje
- Frühe Formen des altlivländischen Landtages, Wiesbaden: F. Steiner, 1984.
- Narodziny inflanckich zgromadzeń stanowych od XIII do połowy XV wieku, Warszawa, Poznań: Państwowe Wydawnictwo Naukowe, 1985, ISBN 83-01-05463-8.
- Stosunki polsko-estońskie na przestrzeni dziejów [w:] Edward Walewander (red.), Polacy w Estonii, Lublin 1998.